# Manisa
Manisa (turca otomană: ماغنيسا‎Mağnisa)  este un oraș din Turcia.

## Climă
| Date climatice pentru Manisa                     | Date climatice pentru Manisa | Date climatice pentru Manisa | Date climatice pentru Manisa | Date climatice pentru Manisa | Date climatice pentru Manisa | Date climatice pentru Manisa | Date climatice pentru Manisa | Date climatice pentru Manisa | Date climatice pentru Manisa | Date climatice pentru Manisa | Date climatice pentru Manisa | Date climatice pentru Manisa | Date climatice pentru Manisa |
| Luna                                             | Ian                          | Feb                          | Mar                          | Apr                          | Mai                          | Iun                          | Iul                          | Aug                          | Sep                          | Oct                          | Nov                          | Dec                          | Anual                        |
| ------------------------------------------------ | ---------------------------- | ---------------------------- | ---------------------------- | ---------------------------- | ---------------------------- | ---------------------------- | ---------------------------- | ---------------------------- | ---------------------------- | ---------------------------- | ---------------------------- | ---------------------------- | ---------------------------- |
| Maxima medie °C (°F)                             | 10.7 (51,3)                  | 12.2 (54)                    | 16.2 (61,2)                  | 21.2 (70,2)                  | 27.2 (81)                    | 32.5 (90,5)                  | 35.2 (95,4)                  | 35.0 (95)                    | 30.6 (87,1)                  | 24.2 (75,6)                  | 16.9 (62,4)                  | 11.9 (53,4)                  | 22,82 (73,07)                |
| Minima medie °C (°F)                             | 3.0 (37,4)                   | 3.6 (38,5)                   | 5.5 (41,9)                   | 9.3 (48,7)                   | 13.7 (56,7)                  | 18.3 (64,9)                  | 21.2 (70,2)                  | 21.0 (69,8)                  | 16.6 (61,9)                  | 12.4 (54,3)                  | 7.3 (45,1)                   | 4.7 (40,5)                   | 11,38 (52,49)                |
| Minima istorică °C (°F)                          | −7 (19,4)                    | −8.9 (16)                    | −5.1 (22,8)                  | −2 (28,4)                    | 4.0 (39,2)                   | 7.6 (45,7)                   | 13.4 (56,1)                  | 12.2 (54)                    | 8.4 (47,1)                   | 2.3 (36,1)                   | −3.4 (25,9)                  | −6 (21,2)                    | −8,9 (16)                    |
| Precipitații mm (inches)                         | 110.7 (4.358)                | 98.4 (3.874)                 | 79.9 (3.146)                 | 56.1 (2.209)                 | 32.3 (1.272)                 | 15.5 (0.61)                  | 9.5 (0.374)                  | 7.9 (0.311)                  | 22.0 (0.866)                 | 50.5 (1.988)                 | 97.0 (3.819)                 | 129.5 (5.098)                | 709,3 (27,925)               |
| Nr. mediu de zile ploioase                       | 11.2                         | 10.8                         | 9.2                          | 9.3                          | 6.4                          | 3.2                          | 2.1                          | 1.5                          | 3.3                          | 6.1                          | 9.4                          | 12.9                         | 85,4                         |
| Ore însorite                                     | 89.9                         | 106.4                        | 170.5                        | 201.0                        | 275.9                        | 327.0                        | 356.5                        | 334.8                        | 279.0                        | 201.5                        | 123.0                        | 74.4                         | 2.539,9                      |
| Sursă: Devlet Meteoroloji İșleri Genel Müdürlüğü |                              |                              |                              |                              |                              |                              |                              |                              |                              |                              |                              |                              |                              |